# Alkuin

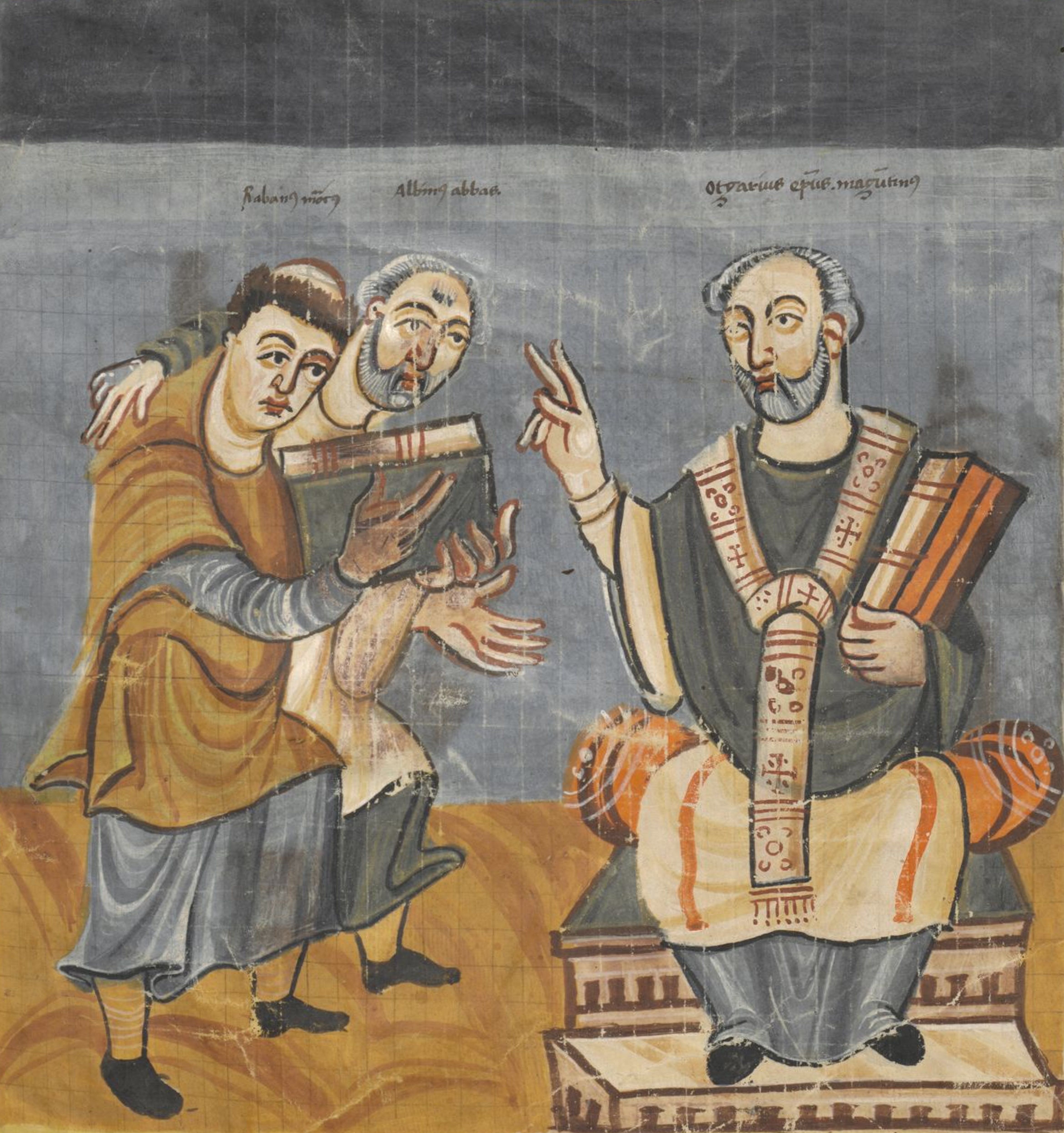
Hraban Maur (po lewej) wspierany przez Alkuina przedstawia swoje dzieło arcybiskupowi Otgarowi z Moguncji; iluminacja z Manuscriptum Fuldense, ok. 831-840.

Alcuin, Alkuin, Alchoin, Alcwin, Ealhwine, Alchwine lub Albinus Flaccus (ur. ok. 730, prawdopodobnie w pobliżu Yorku, zm. 19 maja 804 w Tours) – błogosławiony katolicki, filozof, pedagog, teolog i teoretyk muzyki, uczony mnich anglosaski. Tworzył po łacinie, pisał także utwory poetyckie.

## Życie
Jednym z głównych źródeł wiedzy o życiu Alkuina jest jego spisany ok. 829 przez nieznanego autora żywot, oparty na relacji jego ucznia Sigulfa. Posiadamy także duży i ważny zbiór jego listów oraz wiele relacji i wzmianek z epoki.
Alkuin pochodził ze stanu rycerskiego, z anglosaksońskiej rodziny z Northumbrii (obecne Yorkshire i North East England). Kształcił się w szkole katedralnej w Yorku, której zawdzięczał bardzo rozległe, jak na jego czasy, wykształcenie w zakresie trivium i quadrivium oraz prawa, literatury starożytnej, łaciny i greki. Do jego nauczycieli należeli Egbert, sam będący uczniem Bedy, a następnie arcybiskup Yorku Aelbert. W 778 Alkuin został jego następcą w prowadzeniu szkoły i biblioteki w Yorku. Był przyjacielem Grzegorza z Utrechtu i nauczycielem św. Ludgera. W czasie pobytu w Yorku Alkuin przyjął święcenia diakonatu.
Od 782 Alkuin przebywał w Akwizgranie, gdzie na dworze Karola Wielkiego kierował założoną przez władcę szkołą pałacową. Stał się doradcą władcy w sprawach nauki i wychowania, a akwizgrańska szkoła pałacowa stała się centrum kulturalnym państwa Karolingów przyczyniając się do odrodzenia życia kulturalnego kontynentalnej Europy, tzw. renesansu karolińskiego. Program nauczania w szkole oparł na klasycznym podziale nauk na 7 sztuk wyzwolonych, do których dodał naukę o piśmie świętym. Alkuin nazywał szkołę akwizgrańską „Akademią”, chcąc nawiązać w ten sposób do wzorów klasycznych, sam nazywany był „liberarium artium sacrarium” ze względu na znaczny udział w jej organizacji. Inne osiągnięcia Alkuina stanowiące o odrodzeniu kultury Zachodu to podjęta przy współpracy z Karolem Wielkim szeroko zakrojona reforma szkolna, przywrócenie starożytnych metod nauczania, zastąpienie trudnej w czytaniu majuskuły merowińskiej bardziej czytelną minuskułą karolińską, z której powstały dzisiejsze czcionki. Alkuin był osobistym nauczycielem Karola Wielkiego i jego doradcą w sprawach kościelnych i politycznych, zyskując sobie wielkie uznanie wiedzą i zdolnościami organizacyjnymi. W Akwizgranie humanistycznym zwyczajem zmienił swoje imię na łacińskie Albinus Flaccus.
W 796 Alkuin opuścił dwór Karola Wielkiego i osiadł w nadanym mu przez władcę opactwie benedyktyńskim św. Marcina w Tours. Nie jest jednak pewne, czy należał do zakonu benedyktynów, część historyków sądzi nawet, że nigdy nie został mnichem. W szkole, którą doprowadził do rozkwitu, założył skryptorium. W skryptorium tym powstawały rękopisy pisane nowym krojem pisma. Przywrócił także w swoim opactwie dyscyplinę zakonną. Szkoła Alkuina w Tours miała odmienny charakter niż szkoła w Akwizgranie – ta pierwsza koncentrowała się wokół zagadnień bardziej teoretycznych, podczas gdy ta druga miała odpowiadać konkretnym celom państwa frankijskiego, stanowić w pewnym stopniu część aparatu administracji i kształcić np. prawników. Alkuin inaczej niż Karol Wielki uważał, że naczelnym celem szkolnictwa nie jest kształcenie urzędników państwowo-kościelnych, ale podniesienie poziomu moralnego i umysłowego duchowieństwa w celu podniesienia poziomu duszpasterstwa. Szkoła nie ma więc służyć państwu, ale celom instytucjonalnym i teologicznym Kościoła. Alkuin popadł więc w pewien konflikt z Karolem Wielkim, który już w rok po jego odejściu do Tours wydał zarządzenie o obowiązku przyjmowania dzieci do szkół bez względu na ich późniejsze przeznaczenie życiowe, ponowione w roku 801.
Z jego twórczością teologiczną związane jest zaangażowanie w spory teologiczne epoki, zwłaszcza na synodach we Frankfurcie nad Menem (793) i w Akwizgranie. Zwalczał adopcjanizm i obrazoburstwo, brał udział w sporze o Filioque. Na synodzie w Akwizgranie ujawnił herezję adopcjanizmu w poglądach biskupa Urgel Feliksa i arcybiskupa Toledo Elipanda. Z jego inspiracji Karol Wielki przyjął teokratyczną interpretację uprawomocnienia swojej władzy, uznając się za władcę chrześcijańskiego ludu z Bożej łaski. Z inspiracji Alkuina do liturgii mszy niedzielnych i świątecznych został wprowadzony śpiew Credo wraz z Filioque.
Alkuin był wybitnym pedagogiem, tworzył utwory o charakterze dydaktycznym, przyczynił się znacząco do rozwoju średniowiecznej metodyki i mnemotechniki. Miał wielu wybitnych uczniów – należą do nich m.in. arcybiskup Arno, biskup Teodulf, opat Adalhard, Amalaryk z Metzu, kronikarz i biograf Karola Wielkiego Einhard a przede wszystkim wszechstronny uczony, bł. Hraban Maur. Najbardziej przywiązany do Alkuina był Fredegisus z Tours, filozof i teolog, który przybył do Galii z Yorku razem z Alkuinem i nazywany był jego dulcisimus discipulus, a następnie został jego następcą w opactwie św. Marcina. Na podstawie utworów literackich wysuwa się też domniemania związkach homoerotycznych Alkuina z uczniami.
Bł. Hraban Maur umieścił Alkuina w swoim Martyrologium na liście świętych. Za świętego uznawało go też wielu jego współczesnych. Nigdy jednak nie stał się przedmiotem kultu publicznego, mimo że wierni otaczają go kultem lokalnym w archidiecezji Yorku i – razem z Karolem Wielkim – w diecezji Akwizgranu.

## Twórczość

### Biblistyka i działalność edytorska
Prace Alkuina nad Pismem Świętym obejmują korpus komentarzy biblijnych oraz przygotowanie nowej, znacznie lepszej niż inne tej epoki rewizji Wulgaty. Komentarze, opierające się m.in. na pismach Kasjodora, św. Hieronima i św. Augustyna, Alkuin napisał do niektórych Psalmów, Pieśni nad pieśniami, Eklezjastesa, Apokalipsy, Ewangelii św. Mateusza i Ewangelii św. Jana (w siedmiu księgach).
Biblia Alkuina powstała w latach 797–800 w Tours. Tekst tej edycji był rewizją Wulgaty, jedną z najważniejszych w średniowieczu i w historii tego przekładu. Rewizja została poprzedzona badaniami językowymi i tekstologicznymi. Przed przystąpieniem do pracy Alkuin dokonał reformy nauczania języka łacińskiego, gramatyki i ortografii w państwie Franków, gdzie łacina była zanieczyszczona, opierając się na czystej łacinie swojego ojczystego kraju. Zanieczyszczenie łaciny było przyczyną wielu błędów we frankijskich rękopisach Biblii, jak znane Alkuinowi Biblia Maudramnusa z Korbei i Oktateuch z Tours. Sprowadził z Yorku wiele manuskryptów Biblii, które uznawał za lepsze i dzięki którym prowadził badania nad tekstem, doprowadzając go do jedności i poprawności i wprowadzając wiele poprawek stylistycznych i gramatycznych. Korekty tej nie doprowadził jednak do końca, nieznane są też dokładnie zasady, jakimi się przy niej kierował.
Pierwszy rękopis swojej Biblii Alkuin ofiarował Karolowi Wielkiemu w roku 800, z okazji jego koronacji cesarskiej. Edycja Alkuina za czasów Karola Wielkiego nie stała się tekstem oficjalnym, mimo szerokiego uznania, jaki sobie zdobyła. 
Jeden z najstarszych odpisów Biblii Alkuina, ewangeliarz pochodzący z Tours datowany na 800 r., znajduje się w archiwum archikatedry gnieźnieńskiej. Tradycja przypisuje jego sprowadzenie do Polski św. Wojciechowi.
Alkuin dbał także bardzo o kaligrafię i piękno książki. Biblia i inne kodeksy skryptorium w Tours posiadają ozdobne, złocone i malowane inicjały, zastosowano w nich więcej farb niż stosowane do tej pory czerwona i czarna, cechuje je też wysoka jakość użytego pergaminu, o czym świadczy fakt, że Biblia Alkuina zawarta jest w jednym tomie, podczas gdy Biblia Maudramnusa w dwunastu. Wszystko to sprawia, że rękopisy skryptorium z Tours za Alkuina i jego następców są arcydziełami sztuki wydawniczej.

### Dogmatyka
Teologia dogmatyczna Alkuina to przede wszystkim polemiki z herezjami jego czasów – adopcjanizmem i obrazoburstwem, oraz upowszechnianie nauczania o Filioque. Polemiki z adopcjanizmem stanowią wymierzone przeciw poglądom biskupa Urgel Feliksa pisma Liber adversus heresim Felicis (793) i Adversus Felicem libri VII (794), Adversus Elipandum libri IV (800), a także współredagowane przez Alkuina potępiające Feliksa i arcybiskupa Toledo Elipanda Epistola Synodica synodu we Frankfurcie nad Menem. Ogólny wykład teologii daje najważniejsze dzieło teologiczne Alkuina, traktat De fide sanctae et individuae Trinitatis oraz pismo De Trinitate ad Fredegisum quaestiones.

### Liturgika
Dzieła liturgiczne Alkuina obejmują Homiliarz, Lekcjonarz, Sakramentarz, traktat De Psalomorum usu, zbiór mszy wotywnych na poszczególne dni tygodnia oraz krótkie objaśnienie ceremonii chrztu. Zaginiony dwutomowy Homiliarz Alkuina stanowił zbiór kazań skierowanych do duchowieństwa. Lekcjonarz jest zbiorem kazań na wszystkie niedziele i święta roku liturgicznego. Sakramentarz jest mszałem opartym na Sakramentarzu św. Grzegorza z dodatkiem nowych mszy i modlitw, przynależących najczęściej do liturgii galijskiej – był on obowiązującym mszałem Kościoła państwa Franków, a następnie rozpowszechnił się na całym Zachodzie.

### Filozofia
Filozofia Alkuina obejmuje przede wszystkim etykę, opartą na platońsko-augustyńskiej psychologii i koncepcji duszy. Alkuin nie był sam wielkim filozofem, nie posiadał też rozległej wiedzy filozoficznej. Jego działalność nauczycielska stała się jednak jednym z głównych motorów odrodzenia i dalszego rozwoju filozofii i nauk szczegółowych w średniowieczu. Nie miał też dostępu do wielu książek – biblioteki galijskie, łącznie z biblioteką w Tours, były w jego czasach jeszcze o wiele uboższe niż biblioteki anglosaskie. Jan Legowicz uznaje jednak Alkuina za myśliciela, który zaważył na dalszych losach całej umysłowości Zachodu, uznając jego myśl za filozofię „tęsknoty” za wiedzą i książką oraz „umysłowego niepokoju w poszukiwaniu mądrości”. Ta tęsknota za mądrością i wiedzą przyczyniła się do racjonalistycznej postawy Alkuina i tego, że przydawał jej szczególne znaczenie etyczne i praktyczne, jednocześnie stanowiąc teoretyczny program całej jego reformy szkolnej i reformatorskiej działalności, którą porównuje się do programu renesansu XV i XVI wieku. Tego rodzaju postawa była jednak pewnego rodzaju wyjątkiem – kontynuował ją Fredegisus, ale Hraban Maur częściowo zarzucił. Czyniła ona zarazem Alkuina w opinii współczesnego Notkera kimś „supra ceteros modernorum temporum” – kimś ponad ludźmi jego czasów.
Pisma filozoficzne to podręcznik etyki Liber de virtutibus et vitiis i stanowiący pierwszą w średniowieczu próbę podsumowania wiedzy psychologicznej, oparty na pismach Augustyna i Jana Kasjana traktat De animae rationae ad Eulaliam Virginem. Ponadto Alkuin dostarcza istotnych dla dalszego rozwoju średniowiecznej, a pośrednio późniejszej metodologii nauk refleksji o klasyfikacji nauk i o dydaktyce oraz o naturze filozofii. Pisma retoryczne i dialektyczne Alkuina zawierają pewne podstawowe zagadnienia logiczne oraz oryginalne zagadki umysłowe służące rozwojowi logicznego myślenia. Elementy metodologiczno-dydaktyczne zawierają pisma Grammatica, De ortographia, Dialogus de rhetorica i De dialectica. Źródłami Alkuina są pisma późnorzymskie i dzieła Bedy i Izydora z Sewilli. Cechuje je humanistyczne umiłowanie kultury antycznej, przemyślany wybór i rozkład materiału, dążenie do racjonalnego formułowania myśli i porządkowania pojęć filozoficznych przy dużym nacisku na propedeutykę.

#### Filozofia i nauki
Jedną z naczelnych koncepcji filozoficznych Alkuina, w której łączy się jego filozofia z jego teorią i praktyką wychowania, jest pogląd, że zdolności poznawcze i pragnienie wiedzy są dla człowieka rzeczą naturalną, wymagają jednak stałego podsycania i stałego kształcenia na wszystkich etapach życia – w przeciwnym wypadku mogą obumrzeć i wygasnąć. To wymagające stałego podsycania umiłowanie wiedzy nazywa
Alkuin filozofią, którą definiuje jako „rzeczy naturalnych badanie, spraw ludzkich i boskich poznanie na tyle, na ile człowiek jest to w możności oceniać”. Stałe kształcenie ma obejmować poznawanie świata rzeczy, poznawanie świata duszy, osiąganie prawdy i miłość do wiedzy dla niej samej.
Wiedzą najcenniejszą jest według Alkuina wiedza filozoficzna, którą uznaje on za „omnium virtutum magistra” (nauczycielkę wszelkich cnót) ponieważ tylko ona jest prawdziwą mądrością, a więc tylko ona jest prawdziwą ozdobą duszy oraz prawdziwym wyniesieniem godności duszy (sapientia decus et dignitas animae). W takim rozumieniu natury i wychowawczo-etycznej funkcji filozofii Alkuin wykracza poza rozumienie wiedzy u innych uczonych wczesnego średniowiecza, np. Izydora z Sewilli. W tradycyjnym podziale filozofii na fizykę, etykę i logikę podkreśla znaczenie etyki i logiki, fizyce przypisując rolę erudycji koniecznej dla ogólnej kultury umysłowej człowieka. Znajomość fizyki jest więc konieczna dla kultury humanistycznej, ma jednak znaczenie przede wszystkim dla kultury i rozwoju umysłu, nie sama dla siebie. Etyka natomiast wykracza poza sferę umysłu, obejmując także wykształcenie woli, postępowania i działania, stanowiąc przez to mądrość (sapientia).

#### Etyka
Etykę dzieli Alkuin na cztery działy stanowiące nauki normatywne: wiedzę o przezorności, wiedzę o tym, co słuszne, wiedzę o odwadze i wiedzę o umiarze. Normatywne gałęzie etyki odpowiadają czterem cnotom kardynalnym, roztropności, sprawiedliwości, męstwu i umiarkowaniu. Przezorność to umiejętność dobrego rozeznania w trakcie działania – według Alkuina jej stałe kształcenie wymaga ćwiczenia się w dobrej pamięci, rozsądku, umiejętności przewidywania i trosce o innych. Sprawiedliwość, czyli znajomość tego co słuszne i niesłuszne, istnieje w dwóch dziedzinach: w naturalnym porządku rzeczy i w stanowionej, umownej sferze obyczajowości i prawa. Sfera porządku naturalnego obejmuje przede wszystkim życie religijne, a więc obowiązki wobec Boga i obowiązki wobec ludzi oparte na wdzięczności wobec nich oraz naturalne umiłowanie prawdy. Sfera konwencjonalno-obyczajowa obejmuje przede wszystkim prawo stanowione i umowy międzyludzkie. Trzecia z gałęzi normatywnych etyki, wiedza o męstwie, obejmuje kształcenie się w odwadze odnajdywania się w życiu – wymaga ona ufności we własne siły, wytrwałości i wielkoduszności. Kształcenie się w cnocie umiaru polega na powściągliwości i panowaniu nad sobą. Ostatecznym społecznym i indywidualnym zadaniem etyki, rozumianej jako wychowanie i zdobywanie umiejętności, jest wykształcenie w sobie cnoty uszlachetniającej naturę człowieka, która stanowi o jego godności i prowadzi go do życia wiecznego.
Drogą do cnoty jest filozofia, której Alkuin nie rozumie jako oderwanego i czystego metafizycznego poznania, ale jako praktyczne rozeznanie w działaniu (prudentia). Cała dostępna człowiekowi wiedza o rzeczach boskich i ludzkich umożliwia mu trafne wybory życiowe: „Prudentia est rerum divinarum humanorumque, prout homini datum est, scientia, in qua intelligendum est, quid cavendum sit homini, vel quid faciendum”. Zarazem pewnego rodzaju wzorcem osobowym jaki Alkuin stawia przed swoją epoką jest człowiek światły, oczytany, dobrze wychowany. Dlatego też etyka Alkuina jest ściśle powiązana z jego logiką.

#### Logika
W swoim rozumieniu logiki (dialektyki) Alkuin skupia się na jej funkcji, którą jest wychowanie człowieka światłego, który posiadając wiedzę erudycyjną potrafi nią poprawnie operować w celu odróżniania zła i dobra umożliwiającego dobre działanie. Logika jest dla Alkuina ściśle powiązana z etyką i pedagogiką. Dlatego też jest ona dla niego przede wszystkim ćwiczeniem sprawnego funkcjonowania umysłu. Stąd też waga, jaką przywiązywał do zagadek, rozwiązywania problemów logicznych i innych ćwiczeń umysłowych. Definiuje dialektykę jako określanie pojęć, racjonalne dociekanie i dobre ujmowanie przedmiotów myślenia, uznając zarazem za dyspozycję umysłu, wyostrzoną dyspozycję (dispositio acuta) prawdy i fałszu wiodącą do rozpoznania zła i dobra. Środkiem do osiągnięcia tej wyostrzonej dyspozycji jest znajomość Izagogi i innych znanych w czasach Alkuina pism logicznych Boecjusza oraz kategorii Arystotelesa. Znajomości kategorii arystotelesowskich nie przypisuje znaczenia ściśle metafizycznego – nie służą one wyłącznie zgodnemu z prawdą i służącemu teoretycznemu poznaniu poprawnemu orzekaniu o rzeczach, ale umożliwiają wiedzę, co, kiedy, w jakim miejscu, w jakim czasie, w jakim położeniu itd. działać. Zarazem dialektyka nie jest główną drogą do dobrego działania, ma jedynie znaczenie pomocnicze umożliwiając rozumienie prawdy Pisma Świętego – prawdy o bycie zawartej w Księdze Rodzaju, prawdy o mądrości zawartej w Księdze Mądrości i prawdy o dobru zawartej w Ewangeliach.

#### Psychologia
Alkuin opiera swoją koncepcję duszy na poglądach platońsko-augustyńskich, bardzo przy tym akcentując potrzebę jej kształcenia, zwłaszcza przy pomocy wiedzy naukowej i filozoficznej. Rozumie duszę jako najlepszą część człowieka stanowiącą władczynię wszystkich jego części, nakazującą im działanie i planującą, co mają czynić i kiedy się aktywizować. Dlatego też duszę należy stale poznawać i stale wpatrywać się w jej aktywność. Dusza jako czynnik sprawczy działalności człowieka stanowi jedność, można w niej jednak wyróżnić aspekt ożywiając człowieka, stanowiącego aspekt intuicyjno-kontemplacyjny ducha, aspekt zmysłowy polegający na doznawaniu wrażeń, aspekt umysłowy polegający na ujmowaniu pojęć i operowaniu nimi, rozsądek polegający na rozpoznawaniu i ocenianiu, wolę polegającą na czynieniu postanowień oraz pamięć przywołującą przeszłość. Dusza powoduje człowiekiem jako obraz i podobieństwo Boga – najwyższym jej aspektem jest umiejętność myślenia, stanowiąca o szczególnej godności człowieka i wynosząca go ponad całe stworzenie. Pochodzenie duszy jest zdaniem Alkuina nieznane i nigdy nie będzie poznane, a wiedza o nim przysługuje jedynie Bogu. Człowiek nie może tego dociec, powinien więc ujmować i rozumieć siebie całościowo i realistycznie, razem z ciałem i takim, jakim jest.
Za ozdobę duszy, a więc prawdziwą i istotną cnotę i to, co stanowi o godności człowieka Alkuin uznaje mądrość. Najwyższym obowiązkiem człowieka jest więc kształcenie się w mądrości, i to od wczesnego dzieciństwa do późnej starości. Nieustannego kształcenia Alkuin żąda od szczególnie od nauczycieli. Uznaje subtelności gramatyki i filozofii za stopnie rozwoju duchowego człowieka jako stopnie do mądrości, przy czym najwyższym stopniem mądrości jest mądrość ewangeliczna. Dlatego też szczególnie istotnym aspektem wychowania jest stałe czytanie i nauczanie Pisma Świętego.

### Sztuki wyzwolone
Jak wszyscy uczeni swoich czasów, Alkuin nie był oryginalnym uczonym, ale kompilatorem ocalającym i upowszechniającym zgromadzoną wiedzę. Oryginalną cechą jego pism, zwiększającą walory dydaktyczne, jest forma dialogu, często dialogu między nim samym a Karolem Wielkim. Alkuin jest autorem podręczników 7 sztuk wyzwolonych, z których zachowały się trzy: De grammatica, De dialectica i De rhetorica. Z traktatu De musica zachował się fragment, który stanowi zarazem pierwszą na Zachodzie klasyfikację 8 kościelnych tonacji muzycznych. Matematyce i astronomii poświęcony był traktat De cursu et saltu lunae ac bissexto. Ponadto napisał pismo De ortographia (pozostające w związku z jego dokonaniami edytorskimi) i Pipini [...] disputatio cum Albino scholastico.

### Literatura
Spuścizna literacka Alkuina obejmuje cztery żywoty świętych (św. Marcina z Tours, św. Ryszarda, św. Wedasta, św. Wiliborda), poemat historyczny o dziejach Kościoła w Yorku, grupę utworów świeckich o charakterze lirycznym, epigramaty i hymny religijne. Alkuin jest ponadto autorem 300 zachowanych listów, stanowiące jedno z najważniejszych źródeł historycznych do panowania Karola Wielkiego.

### Wydania pism
Niemal kompletne (nie zawierające tylko niektórych listów) wydanie dzieł Alkuina zawiera Patrologia Latina 100-101. Wydana w 1873 w Berlinie przez Ph. Jaffego, W. Wattenbacha i E. Dümmlera Bibliotheca rerum Germanicarum IV. Monumenta Aluiniana stanowi wydanie krytyczne listów Alkuina, poematu Alkuina o dziejach Kościoła w Yorku, żywota św. Williborda oraz żywota Alkuina.